# Chrząszcze drapieżne Mołdawii
Chrząszcze drapieżne Mołdawii – ogół taksonów chrząszczy (Coleoptera) z podrzędu chrząszczy drapieżnych (Adephaga), których występowanie stwierdzono na terenie Mołdawii i należących do koleopterofauny tego kraju.
Według listy autorstwa Svetlany Bacal, Natalii Munteanu Molotievskiy i Iona Toderaşa z 2013 roku w Mołdawii stwierdzono 2512 gatunków chrząszczy, w tym 526 gatunków z podrzędu drapieżnych. Gatunki w poniższym wykazie podane są za tą listą, chyba że mają przypis do innej publikacji.

## Geadephaga

### Biegaczowate(Carabidae)

#### Brachininae
- Aptinus bombarda
- Brachinus bipustulatus
- Brachinus brevicollis
- Brachinus crepitans – strzel łoskotnik
- Brachinus ejaculans
- Brachinus elegans
- Brachinus explodens – strzel bombardier
- Brachinus plagiatus
- Brachinus psophia

#### Broscinae
- Broscus cephalotes – żuchwień głowacz
- Miscodera semistriatus

#### Carabinae
- Calosoma auropunctatum – tęcznik złocisty, tęcznik dołkowaty, liszkarz dołkowaty
- Calosoma denticole
- Calosoma inquisitor – tęcznik mniejszy, liszkarz mniejszy
- Calosoma investigator – tęcznik ziarenkowaty, liszkarz ziarenkowaty
- Calosoma sycophanta – tęcznik liszkarz, liszkarz tęcznik
- Carabus arcensis – biegacz górski
- Carabus bessarabicus
- Carabus besseri – biegacz Bessera
- Carabus cancellatus – biegacz wręgaty
- Carabus clathratus – biegacz bagienny
- Carabus convexus – biegacz zwężony
- Carabus coriaceus – biegacz skórzasty
- Carabus estreicheri
- Carabus excellens – biegacz wspaniały
- Carabus glabratus – biegacz gładki
- Carabus granulatus – biegacz granulowany
- Carabus haeres
- Carabus hortensis – biegacz ogrodowy
- Carabus hungaricus
- Carabus intricatus – biegacz pomarszczony
- Carabus linnaei – biegacz Linneusza
- Carabus marginalis – biegacz obrzeżony
- Carabus nemoralis – biegacz gajowy
- Carabus obsoletus – biegacz karpacki
- Carabus scabriusculus – biegacz stepowy
- Carabus ulrichii – biegacz Ulrichiego
- Carabus variolosus – biegacz gruzełkowaty
- Carabus violaceus – biegacz fioletowy
- Cychrus attenuatus
- Cychrus caraboides – stępień ślimaczarz
- Cychrus semigranosus

#### Elaphrinae
- Elaphrus angusticollis
- Elaphrus aureus
- Elaphrus riparius – pierzchotek przybrzeżny
- Elaphrus uliginosus

#### Harpalinae
- Abax carinatus
- Abax parallelepipedus – bosak czarny
- Abax parallelus
- Acupalpus brunnipes
- Acupalpus dubius
- Acupalpus elegans
- Acupalpus exiguus
- Acupalpus flavicollis
- Acupalpus interstitialis
- Acupalpus luteatus
- Acupalpus maculatus
- Acupalpus meridianus
- Acupalpus parvulus
- Acupalpus suturalis
- Agonum angustatum
- Agonum antennarium
- Agonum atratum
- Agonum consimile
- Agonum dolens
- Agonum duftschmidi
- Agonum ericeti
- Agonum extensum
- Agonum fuliginosum
- Agonum gracile
- Agonum gracilipes
- Agonum hypocrita
- Agonum longicorne
- Agonum lugens
- Agonum marginatum
- Agonum micans
- Agonum muelleri
- Agonum nigrum
- Agonum piceum
- Agonum sexpunctatum – skoropędek sześciokropek
- Agonum thoreyi
- Agonum versutum
- Agonum viduum
- Agonum viridicupreum
- Amara abdominalis
- Amara aenea – skorobieżek miedziak
- Amara anthobia
- Amara apricaria
- Amara bifrons
- Amara brunnea
- Amara chaudoiri
- Amara communis – skorobieżek pospolity
- Amara consularis
- Amara convexior
- Amara crenata
- Amara curta
- Amara diaphana
- Amara equestris
- Amara eurynota
- Amara familiaris
- Amara fulva
- Amara fusca
- Amara infima
- Amara ingenua
- Amara littorea
- Amara lucida
- Amara majuscula
- Amara montivaga
- Amara municipalis
- Amara nitida
- Amara ovata
- Amara parvicollis
- Amara plebeja
- Amara praetermissa
- Amara sabulosa
- Amara saphyraea
- Amara saxicola
- Amara similata
- Amara sollicita
- Amara spreta
- Amara strandi
- Amara strenua
- Amara tibialis
- Amara tricuspidata
- Amblystomus metallescens
- Amblystomus niger
- Anchomenus dorsalis – skoropędek zielonoplamy
- Anisodactylus binotatus
- Anisodactylus nemorivagus
- Anisodactylus poeciloides
- Anisodactylus signatus
- Anthracus consputus
- Anthracus longicornis
- Anthracus transversalis
- Badister bullatus – dreptacz zmienny
- Badister dilatatus
- Badister dorsiger
- Badister lacertosus
- Badister meridionalis
- Badister peltatus
- Badister sodalis
- Badister unipustulatus
- Bradycellus caucasicus
- Bradycellus csikii
- Bradycellus harpalinus
- Bradycellus ruficollis
- Bradycellus verbasci
- Calathus ambiguus
- Calathus distinguendus
- Calathus erratus
- Calathus fuscipes – pieszek zbożowiec
- Calathus halensis
- Calathus melanocephalus – pieszek czarnogłowy
- Calathus ochropterus
- Callistus lunatus – widek podkamiennik
- Chlaenius alutaceus
- Chlaenius chrysothorax
- Chlaenius festivus
- Chlaenius nigricornis
- Chlaenius nitidulus – opończak przybrzeżny
- Chlaenius spoliatus
- Chlaenius sulcicollis
- Chlaenius terminatus
- Chlaenius tristis
- Chlaenius vestitus
- Curtonotus aulicus
- Curtonotus convexiusculus
- Curtonotus propinquus
- Cymindis axillaris
- Cymindis cingulata
- Cymindis humeralis
- Cymindis lineata
- Cymindis macularis
- Cymindis variolosa
- Daptus vittatus
- Demetrias imperialis
- Demetrias monostigma
- Diachromus germanus
- Dicheirotrichus desertus
- Dicheirotrichus gustavii
- Dicheirotrichus lacustris
- Dicheirotrichus rufithorax
- Dicheirotrichus ustulatus
- Dinodes cruralis
- Dinodes decipiens
- Ditomus tricuspidatus
- Dixus clypeatus
- Dixus eremita
- Dixus obscurus
- Dromius agilis
- Dromius quadraticollis
- Dromius quadrimaculatus
- Drypta dentata
- Epomis dejeanii
- Harpalus affinis – dzier kruszcowy
- Harpalus albanicus
- Harpalus amplicollis
- Harpalus angulatus
- Harpalus anxius
- Harpalus atratus
- Harpalus autumnalis
- Harpalus calathoides
- Harpalus calceatus
- Harpalus caspius
- Harpalus cephalites
- Harpalus dispar
- Harpalus distinguendus
- Harpalus flavescens
- Harpalus flavicornis
- Harpalus froelichii
- Harpalus fuscipalpis
- Harpalus griseus
- Harpalus hirtipes
- Harpalus hospes
- Harpalus inexspectatus
- Harpalus latus
- Harpalus luteicornis
- Harpalus melancholicus
- Harpalus modestus
- Harpalus neglectus
- Harpalus oblitus
- Harpalus picipennis
- Harpalus politus
- Harpalus progrediens
- Harpalus pumilus
- Harpalus pygmaeus
- Harpalus rubripes
- Harpalus rufipalpis
- Harpalus rufipes – dzier włochaty
- Harpalus serripes
- Harpalus servus
- Harpalus signaticornis
- Harpalus smaragdinus
- Harpalus solitaris
- Harpalus stevenii
- Harpalus subcylindricus
- Harpalus tardus
- Harpalus tenebrosus
- Harpalus xanthopus
- Harpalus zabroides
- Laemostenus sericeus
- Laemostenus terricola
- Lebia chlorocephala – oleśnica zielonogłowa
- Lebia cruxminor
- Lebia cyanocephala – oleśnica sinogłowa
- Lebia humeralis
- Lebia scapularis
- Lebia trimaculata
- Licinus cassideus
- Licinus depressus
- Licinus silphoides
- Masoreus wetterhallii
- Microlestes fissularis
- Microlestes fulvibasis
- Microlestes maurus
- Microlestes minutulus
- Microlestes negrita
- Microlestes plagiatus
- Microlestes schroederi
- Molops piceus
- Odacantha melanura
- Olisthopus rotundatus
- Olisthopus sturmi
- Oodes gracilis
- Oodes helopioides
- Ophonus ardosiacus
- Ophonus azureus
- Ophonus convexicollis
- Ophonus cordatus
- Ophonus cribricollis
- Ophonus diffinis
- Ophonus gammeli
- Ophonus melletii
- Ophonus nitidulus
- Ophonus puncticeps
- Ophonus puncticollis
- Ophonus rufibarbis
- Ophonus rupicola
- Ophonus sabulicola
- Ophonus schaubergerianus
- Ophonus similis
- Ophonus stictus
- Ophonus subquadratus
- Ophonus subsinuatus
- Oxypselaphus obscurum
- Panagaeus bipustulatus
- Panagaeus cruxmajor – świętek krzyżaczek
- Pangus scaritides
- Paradromius linearis
- Paradromius longiceps
- Paranchus albipes
- Parophonus hirsutulus
- Parophonus maculicornis
- Parophonus mendax
- Perigona nigriceps
- Philorhizus notatus
- Philorhizus sigma
- Platyderus rufus
- Platynus assimilis
- Platynus krynickii
- Platynus livens
- Platynus longiventris
- Platynus mannerheimii
- Poecilus crenuliger
- Poecilus cupreus
- Poecilus lepidus
- Poecilus lissoderus
- Poecilus puncticollis
- Poecilus punctulatus
- Poecilus sericeus
- Poecilus striatopunctatus
- Poecilus subcoeruleus
- Poecilus versicolor – drogoń zmiennobarwny
- Polystichus connexus
- Pseudotaphoxenus rufitarsis
- Pterostichus anthracinus
- Pterostichus aterrimus
- Pterostichus chameleon
- Pterostichus cursor
- Pterostichus diligens
- Pterostichus elongatuns
- Pterostichus gracilis
- Pterostichus hungaricus
- Pterostichus inquinatus
- Pterostichus jurinae
- Pterostichus leonisi
- Pterostichus longicollis
- Pterostichus macer
- Pterostichus melanarius
- Pterostichus melas
- Pterostichus minor
- Pterostichus niger – szykoń czarny
- Pterostichus nigrita
- Pterostichus oblongopunctatus
- Pterostichus ovoideus
- Pterostichus quadrifoveolatus
- Pterostichus rufitarsis
- Pterostichus strenuus
- Pterostichus vernalis
- Sphodrus leucophtalmus
- Stenolophus abdominalis
- Stenolophus discophorus
- Stenolophus marginatus
- Stenolophus mixtus
- Stenolophus proximus
- Stenolophus skrimshiranus
- Stenolophus steveni
- Stenolophus teutonus
- Stomis pumicatus
- Syntomus obscuroguttatus
- Syntomus pallipes
- Syntomus truncatellus
- Synuchus vivalis
- Taphoxenus gigas
- Trichotichnus laevicolis
- Zabrus tenebrioides – łokaś garbatek
- Zabrus spinipes

#### Loricerinae
- Loricera pilicornis – szczeciorożek

#### Nebriinae
- Leistus ferrugineus
- Leistus piceus
- Leistus rufomarginatus
- Nebria brevicollis – lesz truskawczak
- Nebria livida
- Nebria rufescens
- Nebria transsylvanica
- Notiophilus aestuans
- Notiophilus aquaticus
- Notiophilus biguttatus – wyszczerek żwawy
- Notiophilus germinyi
- Notiophilus laticollis
- Notiophilus palustris
- Notiophilus rufipes

#### Omophroninae
- Omophron limbatum – owalnik nadwodny

#### Scaritinae
- Clivina collaris
- Clivina fossor – stromka podłużna
- Clivina laevicollis
- Clivina ypsilon
- Dyschirius aeneus
- Dyschirius agnatus
- Dyschirius angustatus
- Dyschirius apicalis
- Dyschirius caspius
- Dyschirius chalceus
- Dyschirius chalybaeus
- Dyschirius cylindricus
- Dyschirius globosus
- Dyschirius impunctipennis
- Dyschirius intermedius
- Dyschirius iportunus
- Dyschirius laeviusculus
- Dyschirius lafertei
- Dyschirius luticola
- Dyschirius macroderes
- Dyschirius nitidus
- Dyschirius parallelus
- Dyschirius politus
- Dyschirius pusillus
- Dyschirius rufipes
- Dyschirius salinus
- Dyschirius strumosus
- Dyschirius tristis
- Scarites terricola

#### Trechinae
- Asaphidion flavipes
- Asaphidion pallipes
- Bembidion aeneum
- Bembidion andrea
- Bembidion articulatum
- Bembidion assimile
- Bembidion atlanticum
- Bembidion atroviolaceus
- Bembidion azurescens
- Bembidion biguttatum
- Bembidion bipunctatum
- Bembidion dalmatinum
- Bembidion decoratum
- Bembidion decorum
- Bembidion deletum
- Bembidion dentellum
- Bembidion distinguendum
- Bembidion doderoi
- Bembidion doris
- Bembidion ellipticocurtum
- Bembidion ephippium
- Bembidion femoratum
- Bembidion fluviatile
- Bembidion fumigatum
- Bembidion genei
- Bembidion geniculatum
- Bembidion guttula
- Bembidion guttulatum
- Bembidion inopatum
- Bembidion lampros – niestrudek lśniący, niestrudek błyszczyk
- Bembidion laticolle
- Bembidion latiplaga
- Bembidion litorale
- Bembidion lunatum
- Bembidion lunulatum
- Bembidion mannerheimii
- Bembidion milleri
- Bembidion minimum
- Bembidion modestum
- Bembidion normannum
- Bembidion obliquum
- Bembidion octomaculatum
- Bembidion persicum
- Bembidion properans
- Bembidion punctulatum
- Bembidion pygmaeum
- Bembidion quadrimaculatum
- Bembidion quadripustulatum
- Bembidion rivulare
- Bembidion ruficolle
- Bembidion saxatile
- Bembidion schueppellii
- Bembidion semipunctatum
- Bembidion splendidum
- Bembidion stephensii
- Bembidion striatum
- Bembidion subcostatum
- Bembidion tenellum
- Bembidion testaceum
- Bembidion tetracolum
- Bembidion tetragrammum
- Bembidion tetrasemum
- Bembidion tibiale
- Bembidion varium
- Bembidion velox
- Blemus discus
- Elaphropus hoemorrhoidalis
- Elaphropus parvulus
- Elaphropus quadrisignatus
- Elaphropus sexstriatus
- Paratachys bistriatus
- Paratachys centriustatus
- Paratachys fulvicollis
- Paratachys micros
- Paratachys turkestanicus
- Patrobus assimilis
- Patrobus atrorufus
- Perileptus areolatus
- Pogonus cumanus
- Pogonus iridipennis
- Pogonus litoralis
- Pogonus luridipennis
- Pogonus meridionalis
- Pogonus orientalis
- Pogonus punctulatus
- Pogonus reticulatus
- Pogonus transfuga
- Porotachys bisulcatus
- Tachys scutellaris
- Tachyta nana
- Thalassophilus longicornis
- Trechus austriacus
- Trechus quadristriatus – zwinnik skrzydlasty
- Trechus secalis

#### Trzyszczowate(Cicindelinae)
- Calomera littoralis
- Cicindela campestris – trzyszcz polny
- Cicindela hybrida – trzyszcz piaskowy
- Cicindela maritima – trzyszcz nadmorski
- Cicindela soluta
- Cicindela sylvicola – trzyszcz górski
- Cicindela sylvitaca – trzyszcz leśny
- Cephalota chiloleuca
- Cephalota elegans
- Cylindera arenaria
- Cylindera contorta
- Cylindera germanica – trzyszcz mały

### Zagłębkowate(Rhysodidae)
- Omoglymmius germari
- Rhysodes sulcatus – zagłębek bruzdkowany

## Hydradephaga

### Flisakowate(Haliplidae)
- Haliplus ruficollis
- Peltodytes caesus

### Krętakowate(Gyrinidae)
- Aulonogyrus concinnus
- Gyrinus natator – krętak pospolity

### Noteridae
- Noterus clavicornis

### Pływakowate(Dytiscidae)
- Agabus uliginosus
- Colymbetes fuscus
- Cybister lateralimarginalis – topień
- Dytiscus circumcinctus
- Dytiscus circumflexus
- Dytiscus dimidiatus
- Graphoderus cinereus
- Hydaticus transversalis
- Hygrotus confluens
- Hygrotus impressopunctatus
- Laccophilus minutus